# Rusaniwci
Rusaniwci (ukr. Русанівці) – wieś na Ukrainie, w obwodzie chmielnickim, w rejonie chmielnickim, w hromadzie Międzybóż. W 2001 liczyła 309 mieszkańców, spośród których 298 wskazało jako ojczysty język ukraiński, 10 rosyjski, a 1 inny.